# Siegfried Barth (Offizier)
Siegfried Barth (* 23. Januar 1916; † 19. Dezember 1997) war ein Oberst der Luftwaffe der Bundeswehr.

## Leben
Siegfried Barth war seit 1936 Offizier bei der deutschen Luftwaffe und bis Ende des Zweiten Weltkrieges ab April 1945 im Dienstrang eines Oberstleutnants letzter Kommodore des Kampfgeschwaders 51. Als Hauptmann und Staffelkapitän der 4./Kampfgeschwader 51 wurde er für die Bekämpfung von Zielen am Schwarzen Meer Anfang Oktober 1942 mit dem Ritterkreuz des Eisernen Kreuzes ausgezeichnet. Von Februar 1944 bis Ende März 1945 war er Kommandeur der IV. (Ergänzungs-)Gruppe des Kampfgeschwaders 1 bzw. ab dem 25. Dezember 1944 des Ergänzungskampfgeschwaders 1.
Nach seiner Entlassung aus der sowjetischen Internierung war Barth zunächst in der privaten Wirtschaft tätig und stellte sich 1956 in den Dienst der neu gegründeten Bundeswehr. Dort war er von 1958 bis 1961 erster Kommodore des Jagdbombergeschwaders 32 in Lechfeld.
Zum Oktober 1961 sollte Barth als Leiter der Abteilung Forderungen der Luftwaffe an das Material in das Allgemeine Luftwaffenamt versetzt werden. Nachdem Mitte September 1961 aber zwei F-84 des Geschwaders aufgrund eines Navigationsfehlers in den Luftraum der DDR geflogen waren, musste Oberstleutnant Barth letztendlich das Kommando abgeben und die Versetzung zog sich hin. Nach dem Vorfall hatte Verteidigungsminister Franz Josef Strauß den ursprünglichen Versetzungsbefehl nicht umgesetzt. Die Versetzung wurde mit einer zweiten Order versehen und die Zielstelle war von der Besoldungsstufe eines Obersts auf die eines Oberstleutnants herabgesetzt worden. In einer ersten Untersuchung zum Vorfall wurde Barth für unschuldig befunden, in einer zweiten Untersuchung, welcher der Inspekteur Kammhuber dem Brigadegeneral Mahlke aufgetragen hatte, erhielt er eine Teilschuld zugesprochen. Begründung war, dass der Rottenführer übermüdet war und es Barths Aufgabe gewesen wäre, den Rottenführer, welcher sich eigentlich freiwillig gemeldet hatte, durch den Geschwaderarzt bzgl. Flugtauglichkeit untersuchen zu lassen. Auch die zweite Untersuchung wurde nicht verwendet, sodass eine dritte Untersuchung folgte. Diese kam erneut zum Schluss, dass Barth unschuldig sei. Barth seinerseits führte anschließend eine Beschwerde gegen den Verteidigungsminister Strauß wegen Dienststellen- und Ehrenminderung. Ende Dezember 1961 kam es im Wehrdienstsenat des Bundesdisziplinarhofs in München zur Verhandlung. Es kam zum Eklat: der Verteidigungs-Staatssekretär Hopf, ein Vertreter Straußens, widersprach dem Aussagerecht der militärischen Zeugen. Sie sollten keine Aussage vor dem Senat tätigen. Der Senatspräsident entschied ohne Zeugenaussage: Barths Abberufung sei rechtswidrig und deshalb aufzuheben. Strauß setzte die Entscheidung persönlich allen Kommandeuren der Luftwaffe das Ergebnis kundzutun erst mal nicht um, wurde dann aber durch den Wehrbeauftragten des Bundestages, Hellmuth Heye, dazu bewegt.
Anschließend wurde Barth doch bis 1963 Abteilungsleiter im Allgemeinen Luftwaffenamt (Köln-Wahn). Von 1963 bis 1969 war er Mitglied bei der Militärberatergruppe Operations Research der Luftwaffe in Ottobrunn, deren Leitung er ab 1965 innehatte.
Von 1969 bis 1972 war Siegfried Barth im NATO-Hauptquartier (SHAPE) tätig, danach noch ein Jahr beim Luftflottenkommando (Köln-Wahn), von welchem er zum Wehrbereichskommando VI in München als Stellvertretender Befehlshaber und Chef des Stabes kommandiert wurde. 1973 trat er mit 57 Jahren in den Ruhestand.

## Ehrungen
- 1939 Eisernes Kreuz, II. und I. Klasse
- 17. August 1942: Deutsches Kreuz in Gold
- 1942 Ehrenpokal der Luftwaffe[5]
- 2. Oktober 1942: Ritterkreuz des Eisernen Kreuzes